# Таки (посёлок)
Таки (яп. 多気町 Таки-тё:) — посёлок в Японии, находящийся в уезде Таки префектуры Миэ. Площадь посёлка составляет 103,17 км², население — 15 027 человек (1 июня 2014), плотность населения — 145,65 чел./км².

## Географическое положение
Посёлок расположен на острове Хонсю в префектуре Миэ региона Кинки. С ним граничат город Мацусака и посёлки Одай, Мейва, Тамаки, Ватарай.

## Население
Население посёлка составляет 15 027 человек (1 июня 2014), а плотность — 145,65 чел./км². Изменение численности населения с 1980 по 2005 годы:
| 1980 | 16 054 чел. |  |
| 1985 | 16 174 чел. |  |
| 1990 | 15 691 чел. |  |
| 1995 | 15 644 чел. |  |
| 2000 | 16 149 чел. |  |
| 2005 | 15 793 чел. |  |

## Экономика
В посёлке расположены заводы компании Sharp (электроника) и Daihen Corporation (электротехника), торговый центр Taki Crystal Town.

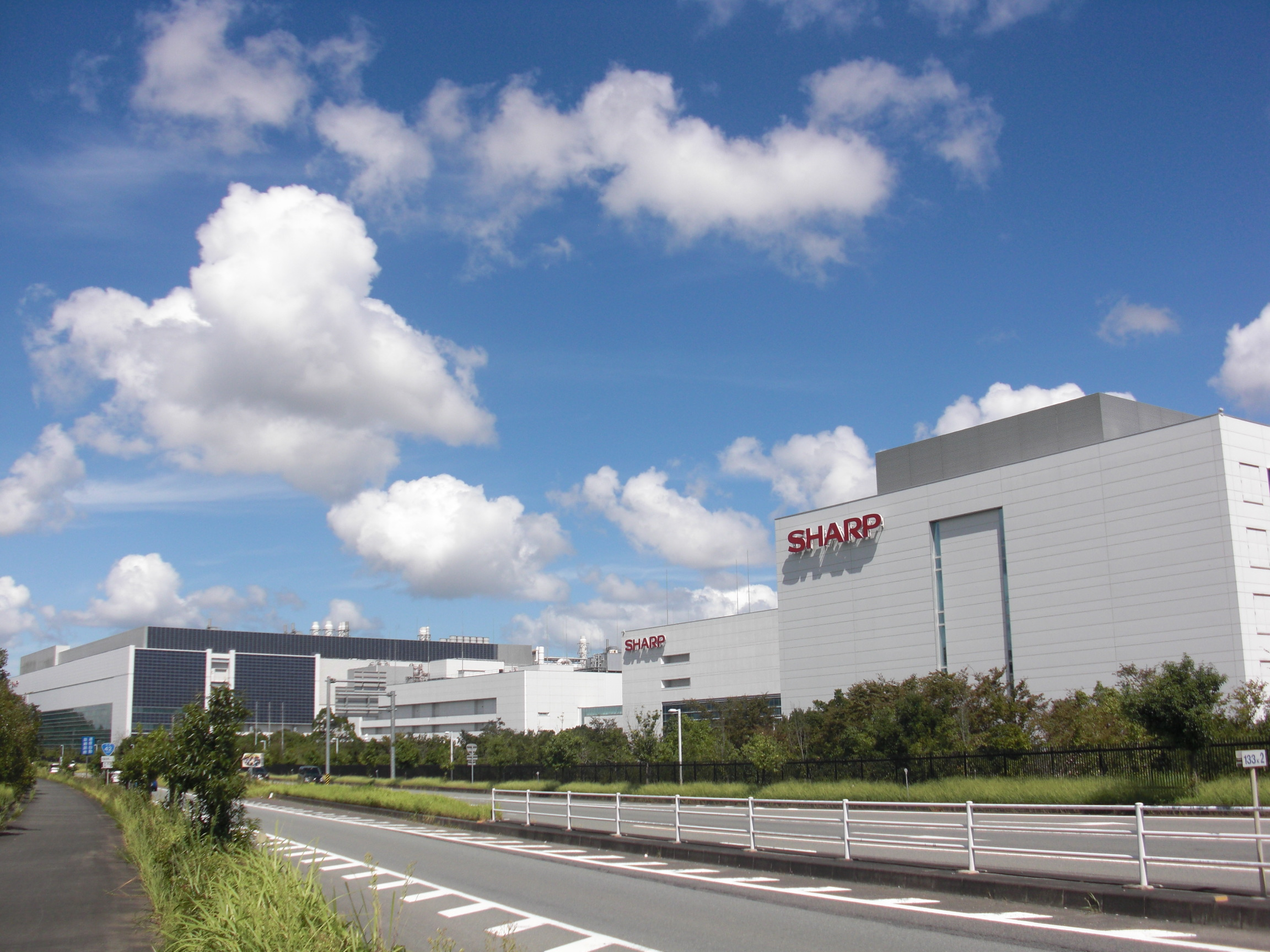
Завод Sharp
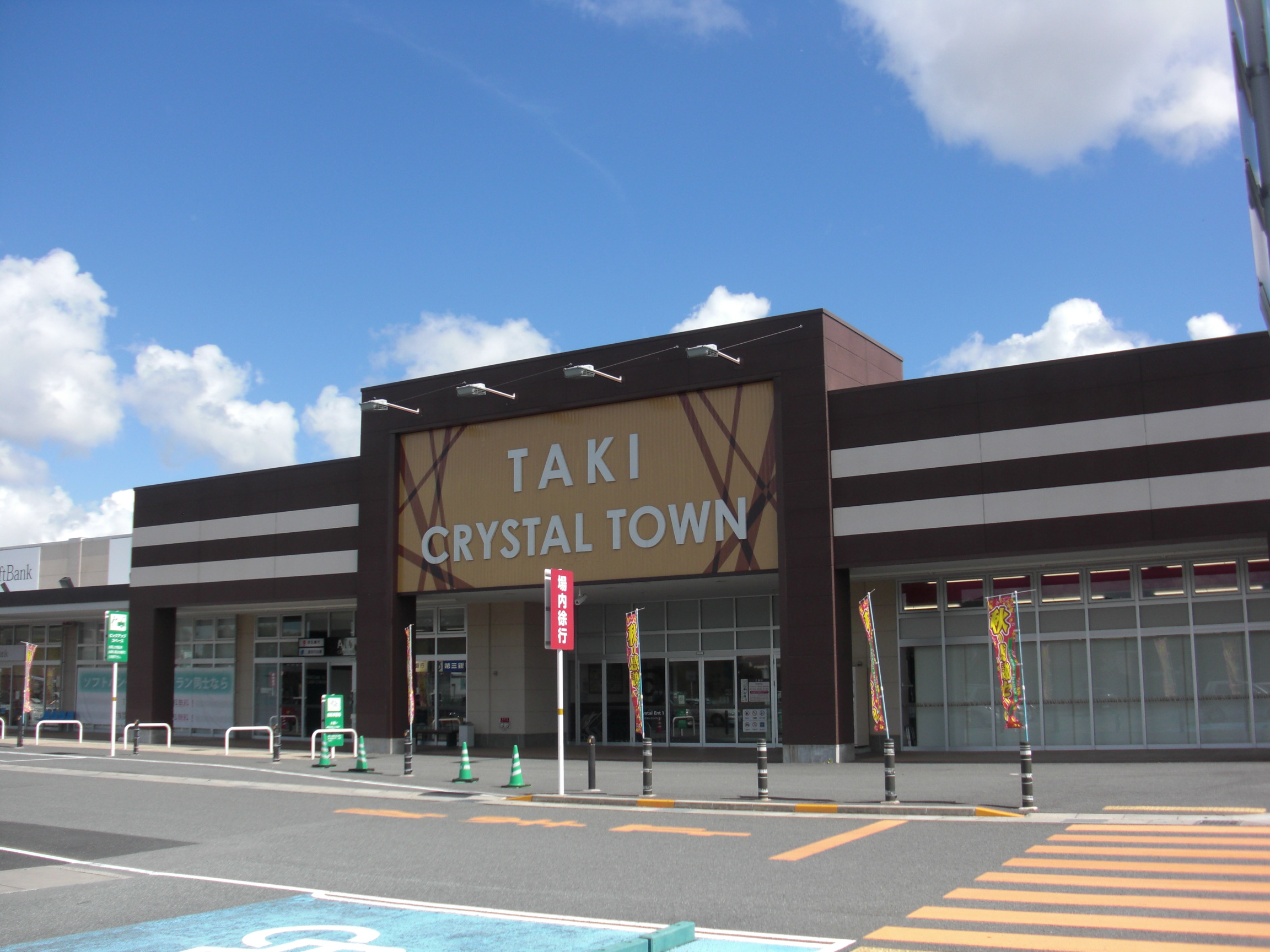
Taki Crystal Town
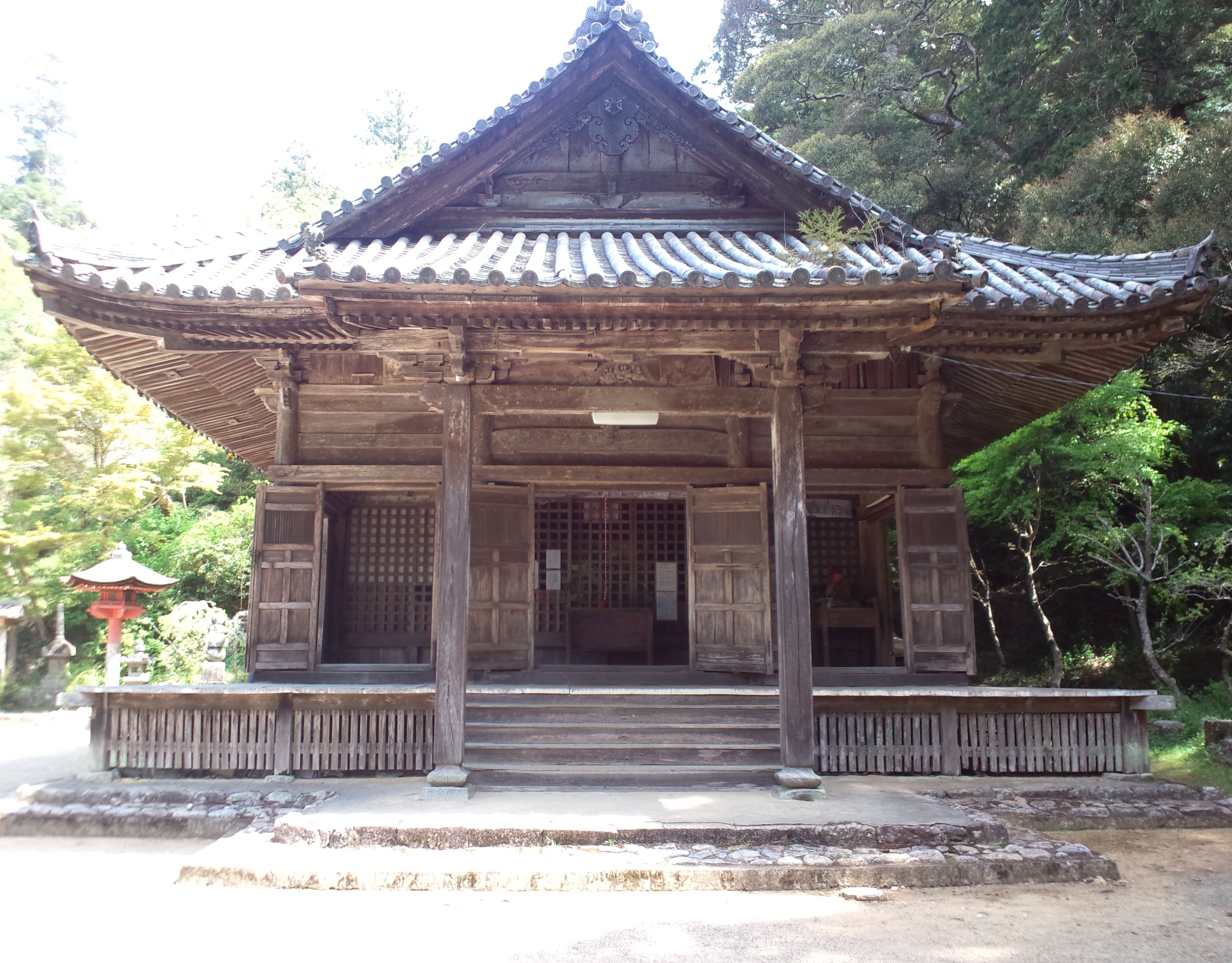
Святилище

## Символика
Деревом посёлка считается камфорное дерево, цветком — Lilium japonicum, птицей — Zosterops japonicus.